# Pseudodelphinium turcicum
Pseudodelphinium turcicum är en ranunkelväxtart som beskrevs av H. Duman, Vural, Aytaç och Adgüzel. Pseudodelphinium turcicum ingår i släktet Pseudodelphinium och familjen ranunkelväxter. Inga underarter finns listade i Catalogue of Life.